# Pierre Limouzain-Laplanche
Pierre Limouzain-Laplanche, né le 19 août 1845 à Mansle (Charente) et mort le 24 mai 1928 à Mansle, est un homme politique français.

## Biographie
Pharmacien, maire de Mansle, conseiller général du canton de Mansle puis président du conseil général, il est député de la Charente de 1898 à 1902 et sénateur de la Charente de 1903 à 1928, inscrit au groupe de la Gauche démocratique. Il s'investit sur les questions de pharmacie et les affaires concernant son département.

## Sources
- « Pierre Limouzain-Laplanche », dans le Dictionnaire des parlementaires français (1889-1940), sous la direction de Jean Jolly, PUF, 1960 [détail de l’édition]